# Rutki, Voivodato de Opole
Rutki [ˈrutki] (en alemán: Rautke) es un pueblo ubicado en el distrito administrativo (gmina) de Niemodlin, dentro del condado de Opole, voivodato de Opole, Polonia. Según el censo de 2011, tiene una población de 77 habitantes.
Está ubicado aproximadamente a 7 kilómetros al noroeste de Niemodlin y a 28 kilómetros al oeste de la capital regional, Opole.
Antes de 1945, el área fue parte de Alemania.